# Liên minh vì liên kết châu Âu
Liên minh vì liên kết châu Âu (tiếng Romana: Alianţa pentru Integrare Europeană) là liên minh cầm quyền tại Cộng hòa Moldova kể từ cuộc bầu cử tháng 7 năm 2009.
Sau cuộc bầu cử 2009 và tình trạng bất ổn dân sự, bầu không khí chính trị ở Moldova trở nên rất phân cực. Quốc hội quốc gia này thất bại trong việc bầu ra một tổng thống mới. Vì lý do này, quốc hội bị giải tán và đã được tổ chức bầu cử sớm. Theo kết quả cuộc thăm dò ngày 29 tháng 7, chiến thắng thuộc về Đảng của những người Cộng sản Moldova với 44,7% số phiếu bầu. Điều đó đã cho đảng cầm quyền trước đây gồm 48 nghị sĩ, và 53 ghế còn lại nghị viện 101 ghế chia cho bốn đảng đối lập. Cần phải có 51 phiếu để bầu Chủ tịch Quốc hội và Thủ tướng, và 61 phiếu để bầu tổng thống.
Sau cuộc bầu cử tháng 7 năm 2009, liên minh được thành lập bởi các đảng sau đây: Đảng Dân chủ Tự do (18 ghế), Đảng tự do (15 ghế), Đảng Dân chủ (13 ghế), và Liên minh Moldova của chúng ta (7 ghế). Vào ngày 08 tháng 8 năm 2009, bốn đảng Moldova nhất trí lập ra một liên minh cầm quyền đẩy Đảng Cộng sản thành đảng đối lập, Đảng Cộng sản đã nắm chính phủ kể từ năm 2001. Tên của liên minh là "Liên minh liên kết vì châu Âu". Sau cuộc bầu cử năm 2010, liên minh gia tăng đa số từ 53 ghế lên 59 ghế. Mặc dù Liên minh Moldova của chúng ta đã không quay trở lại quốc hội, các nhà lãnh đạo của đảng còn lại của liên minh cam kết đã ký một thỏa thuận liên minh mới vào ngày 30 tháng 12 năm 2010. Nội các mới đã được lập vào ngày 14 tháng 1 năm 2011, khi một cuộc bỏ phiếu sự trao quyền đã diễn ra trong quốc hội.
Ngày 13 tháng 2 năm 2013, Thủ tướng Moldova Vlad Filat tuyên bố xác nhận Đảng Tự do Dân chủ Moldova do ông đứng đầu đã rút khỏi "Liên minh vì liên kết châu Âu" cầm quyền, ông Filat khẳng định nguyên nhân chính đảng của ông rút khỏi Liên minh là đòi bắt đầu cuộc đàm phán về thỏa thuận mới liên quan đến liên minh cầm quyền tại Moldova. 
Mặc dù ông Filat không ủng hộ việc giải tán Quốc hội Moldova để tổ chức tổng tuyển cử trước thời hạn, nhưng với việc đảng của ông có 31 ghế rút khỏi Liên minh thì Liên minh cầm quyền này chỉ còn giữ 27 ghế (không kể 8 đại biểu độc lập ủng hộ) trong cơ quan lập. Đảng Cộng sản Moldova ủng hộ việc tổ chức tổng tuyển cử sớm vì cho rằng Liên minh này đang đưa Moldova đi chệch khỏi con đường phát triển phồn vinh và công bằng xã hội.